# Cultura da Califórnia
Esta é uma lista de tópicos sobre a cultura da Califórnia, Estados Unidos:

## Indústria cinematográfica
- Frank Capra
- Walt Disney
- Samuel Goldwyn
- George Lucas, Lucasfilm
- Louis B. Mayer
- Eadweard Muybridge
- Steven Spielberg
- Jack Warner
- Industrial Light and Magic

### Televisão
- California's Gold
- Lista de estações de televisão na Califórnia

### Literatura
- Cannery Row
- The Celebrated Jumping Frog of Calaveras County
- Chinatown
- The Day of the Locust
- The Grapes of Wrath
- The Last Tycoon
- The Right Stuff
- They Shoot Horses, Don't They?
- Charles Bukowski
- Raymond Chandler
- Joan Didion
- James Ellroy
- John Fante
- Dashiell Hammett
- Aldous Huxley
- Robinson Jeffers
- Ross Macdonald
- John Rechy
- John Steinbeck

### Música
- Atreyu
- Arabian Prince
- Avenged Sevenfold
- The Beach Boys
- The Black Eyed Peas
- Beck
- Bad Religion
- Blink-182
- Buck Owens
- The Byrds
- Captain Beefheart
- Deftones
- Dr. Dre
- Eazy E
- Face to Face
- Frank Zappa
- Creedence Clearwater Revival
- The Dead Kennedys
- The Doors
- Green Day
- Guns N' Roses
- Switchfoot
- Ice Cube
- Jane's Addiction
- Jurassic 5
- Katy Perry
- Korn
- L7
- Linkin Park
- Lista de músicos da Califórnia
- LoveLove
- MC Ren
- Merle Haggard
- Metallica
- Mike Curb
- Megadeth
- NWA
- P.O.D.
- The Offspring
- Pat Boone
- Red Hot Chili Peppers
- Sly and the Family Stone
- Snoop Dogg
- Sublime
- The Neighbourhood
- Tom Waits
- Tupac Shakur
- X
- Yella

### Lista de equipes desportivas profissionais na Califórnia
- Brian Boitano
- Natalie Coughlin
- Peggy Fleming
- Rudy Galindo
- Misty May e Kerri Walsh
- Kristy Yamaguchi